# Yang Xiaolei
Yang Xiaolei (chinesisch 杨晓蕾; * 28. Juni 2000 in Changzhou) ist eine chinesische Bogenschützin.

## Karriere
Yang Xiaolei begann im Alter von elf Jahren mit dem Bogenschießen. Bei den 2021 ausgetragenen Olympischen Spielen 2020 in Tokio wurde sie erstmals für die chinesische Nationalmannschaft nominiert. Im Einzel erreichte sie die zweite Runde, während sie mit der Mannschaft bereits in der ersten Runde ausschied. Im Mixed qualifizierte sie sich mit Wei Shaoxuan für die K.-o.-Runde mit dem fünftbesten Qualifikationsresultat, schieden dann aber im Achtelfinale gegen das britische Mixed mit 3:5 aus. Ihr Weltcup-Debüt bei den Erwachsenen gab sie 2023 in Medellín, bei dem sie sogleich die Silbermedaille mit der Mannschaft gewann. 2024 gewann sie mit der Mannschaft den Weltcups in Shanghai und im weiteren Saisonverlauf im Einzel auch den Weltcup in Antalya.
Bei den Olympischen Spielen 2024 in Paris nahm Yang erneut an drei Disziplinen teil. Zunächst startete sie im Mannschaftswettbewerb an der Seite von An Qixuan und Li Jiaman. Nach Rang zwei in der Platzierungsrunde besiegte die chinesische Mannschaft nacheinander die Mannschaften Indonesiens und Mexikos und zog ins Finale gegen Südkorea ein. Mit 27:29 unterlagen die Chinesinnen im entscheidenden fünften Durchgang ihren Kontrahentinnen, sodass Yang, An und Li als Zweitplatzierte die Silbermedaille gewannen. Den nächsten Wettkampf bestritt Yang mit Wang Yan im Mixed und schaffte es auch mit ihm, sich für die K.-o.-Runde zu qualifizieren. Diesmal unterlagen sie im Achtelfinale ihren Kontrahenten aus Spanien. Im abschließenden Einzel schloss Yang die Platzierungsrunde auf dem dritten Rang ab. Nach einem Auftaktsieg unterlag sie in der zweiten Runde mit 2:6 der Französin Lisa Barbelin, die in der Folge die Bronzemedaille gewann.